# Ricardo Ainsle Rivera
Ricardo Ainsle Rivera fue un político mexicano, miembro del Partido Revolucionario Institucional. Ocupó el cargo de Gobernador de Coahuila. 
Cursó sus estudios primarios en la escuela Modelo de Piedras Negras. Tornero en los talleres de los Ferrocarriles Nacionales de México en 1912. Tesorero general del estado en 1925 siendo gobernador Manuel Pérez Treviño. Diputado federal por la XXXIV Legislatura en 1930. Nuevamente tesorero general del estado en 1945 en el gobierno de Benecio López Padilla. En 1947 fue gobernador interino al fallecimiento de Ignacio Cepeda Dávila. Su administración se distinguió por haber resuelto la carencia de agua y construido carreteras y bibliotecas. Se dedicó posteriormente a actividades de ganadero y agricultor en Piedras Negras.
- Datos: Q5405093